# USS Alabama (BB-8)
USS Alabama (BB-8) byl predreadnought Námořnictva Spojených států amerických, který sloužil v letech 1900 až 1920. Jednalo se o druhou loď třídy Illinois, které celkem zahrnovala 3 predreadnoughty.

## Stavba
Kýl Alabamy byl založen v pensylvánské loděnici William Cramps & Sons, ve které byla v budoucnu postavena například bitevní loď USS New York (BB-34). Roku 1898 byla Alabama spuštěna na vodu a dne 16. října 1900 byla uvedena do služby. Prvním velitelem lodi se stal Williard Herbert Brownson.

## Technické specifikace
Alabama na délku měřila 114 m a na šířku 22,02 m. Ponor lodi byl hluboký 7,16 m a při maximálním výtlaku loď vytlačila 12 450 t vody. O pohon se staralo osm uhelných kotlů, které dokázaly vyvinout výkon 10 000 koní. Loď plula rychlostí až 30 km/h a posádku tvořilo 536 důstojníků a námořníků.